# سیارک ۲۹۲۴۹
سیارک ۲۹۲۴۹ (به انگلیسی: 29249 Hiraizumi، نامگذاری:1992SN12)۲۹۲۴۹مین سیارک کشف شده‌است که در ۲۶ سپتامبر ۱۹۹۲ کشف شد.